# Jiexiu
Koordinaten: 37° 2′ N, 111° 55′ O
Jiexiu (介休市,  Jièxiū Shì) ist eine chinesische kreisfreie Stadt im Osten der Provinz Shanxi. Sie gehört zum Verwaltungsgebiet der bezirksfreien Stadt Jinzhong. Jiexiu hat eine Fläche von 725,4 Quadratkilometern und zählt 432.095 Einwohner (Stand: Zensus 2020).

## Administrative Gliederung
Auf Gemeindeebene setzt sich die kreisfreie Stadt aus fünf Straßenvierteln, sieben Großgemeinden und drei Gemeinden zusammen. 